# Actopan (Hidalgo)
Actopan (Ātocpan in náhuatl, cioè "terra spessa, umida e fertile") è una città dello Stato di Hidalgo, capoluogo dell'omonimo municipio, situata a 125 km al nord Città del Messico e a 37 km dalla capitale dello Stato, Pachuca.

## Monumenti e luoghi d'interesse

### Architetture civili

#### Centro storico

Vista del centro storico

Il centro storico di Actopan contiene gli edifici più antichi ed importanti della città ed è formato dalle seguenti quattro piazze e parchi: Plaza Juárez, che si trova di fronte all'ex convento; Plaza de la Constitución, di fronte al Palacio Municipal; Parque Reforma, che ospita un obelisco; infine il Parque del Salto, situato su un antico stagno creato dal passaggio dell'acquedotto.

#### Obelisco di Actopan

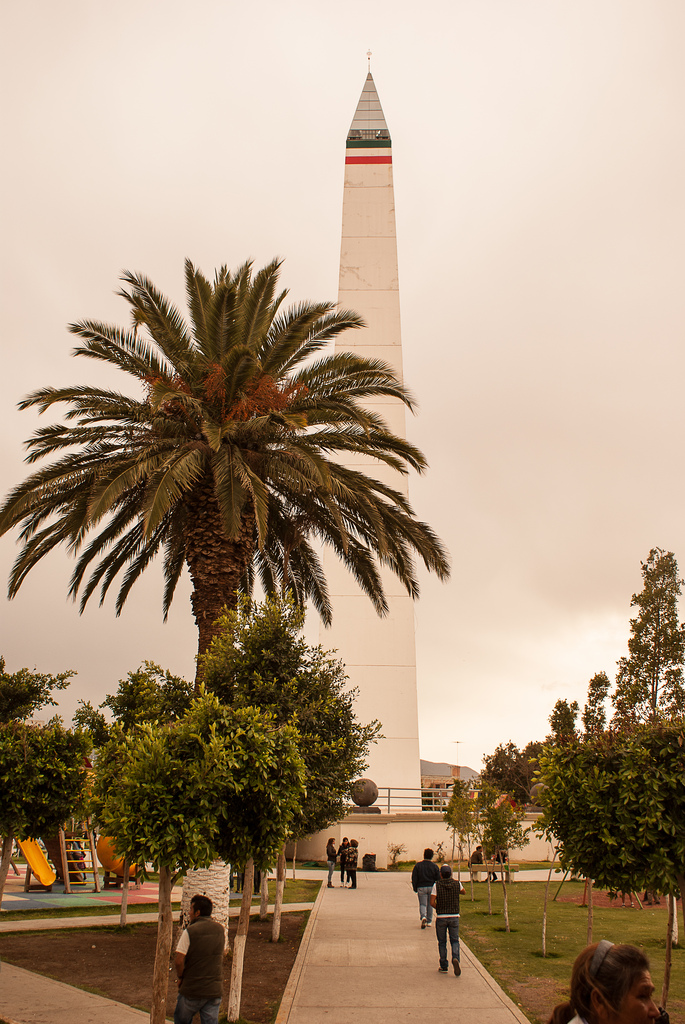
L'obelisco

L'obelisco di Actopan si trova nel Parque Reforma; consiste in una colonna quadrangolare allargata montata su una piccola base con una dimensione leggermente maggiore, i cui lati si riducono fino a toccarsi nella punta, detta pyramidion. La sua altezza totale è di 54 metri e al suo interno alloggia una scalinata che porta fino alla parte superiore, utilizzata come punto di osservazione.

Fu costruito nel 2008 per commemorare il bicentenario dell'indipendenza messicana e il centenario della rivoluzione messicana.

### Architetture religiose

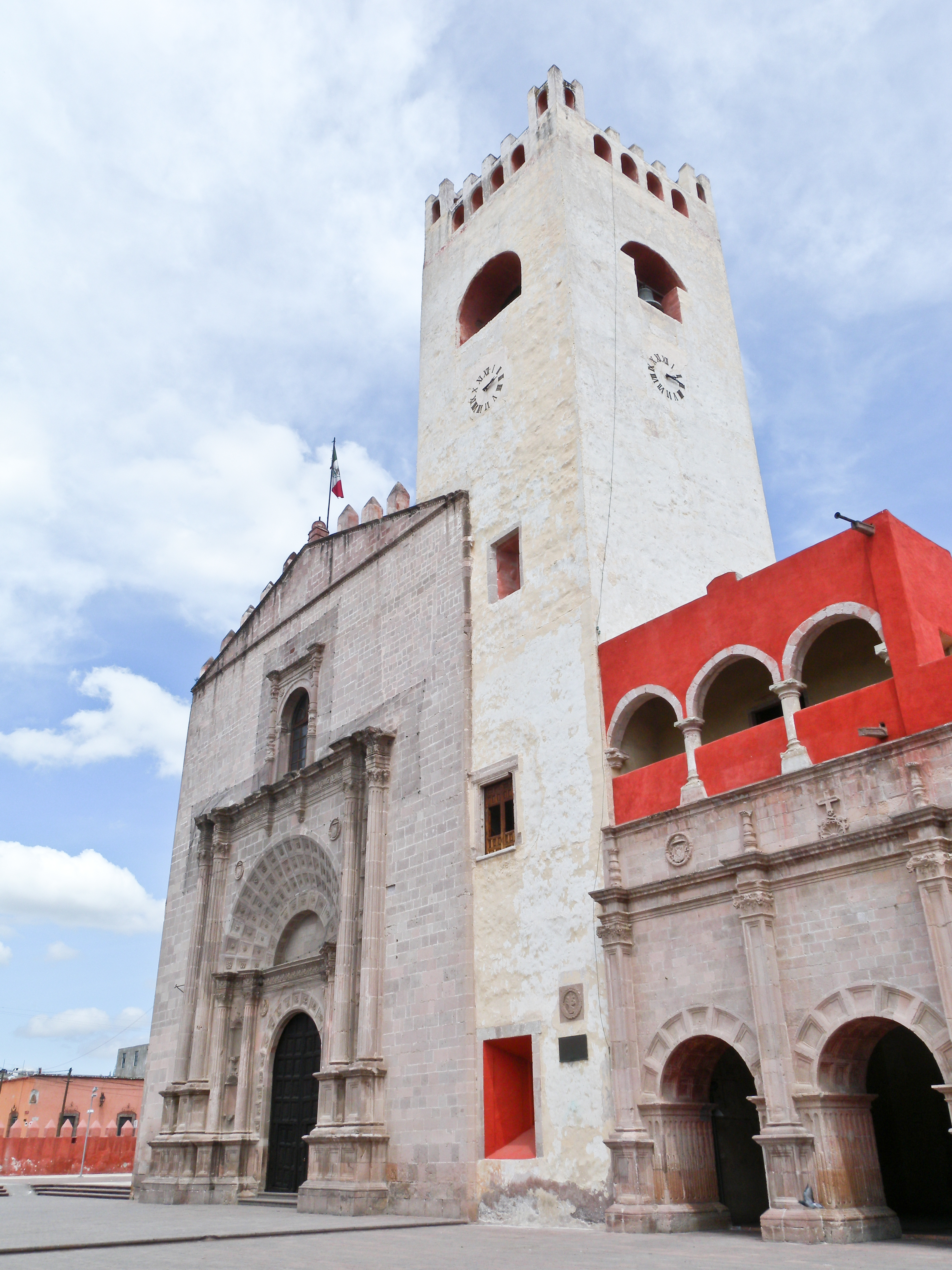
Tempio ed ex convento di san Nicola da Tolentino

Il Tempio ed ex convento di San Nicola da Tolentino costituisce, dal punto di vista architettonico e pittorico, uno degli esempi più notevoli dell'arte del Vicereame della Nuova Spagna del XVI secolo. Costruito con un accostamento di stili plateresco, moresco, mudéjar, gotico, romanico e rinascimentale, è un esempio unico di cappella aperta totalmente coperta da affreschi per un'altezza di 17 metri.

## Società

### Etnie e minoranze straniere
La popolazione è principalmente meticcia, ma vi sono una minoranza indigena e una libanese; quest'ultima è stanziata principalmente in centro.

### Lingue e dialetti
Secondo il censimento INEGI del 2010, 2000 residenti parlano lingue indigene, principalmente náhuatl e otomí.

### Religione
La religione principale è quella cattolica (92% della popolazione), ma vi sono minoranze protestanti (evangelici, pentecostali, avventisti).
La città appartiene all'Arcidiocesi di Tulancingo e il santo patrono è san Nicola da Tolentino.